# Mycetophila bohemica
Mycetophila bohemica är en tvåvingeart som först beskrevs av Lastovka 1963.  Mycetophila bohemica ingår i släktet Mycetophila och familjen svampmyggor. Arten är reproducerande i Sverige. Inga underarter finns listade i Catalogue of Life.